# 罘シ峰
罘罳峰（ふしほう）は、中華人民共和国湖南省長沙市寧郷市流沙河鎮にある山である。

## 概要
標高503m。山体は砂土でなされる。

## 寺院
- 金鳳寺

## 文献
- 黄海潮、江宏照 (2002年) (中文). 寧郷史地. 海南: 南方出版社. ISBN 7-80660-538-X